# Villa di Briano
Villa di Briano is een gemeente in de Italiaanse provincie Caserta (regio Campanië) en telt 5771 inwoners (31-12-2004). De oppervlakte bedraagt 8,5 km², de bevolkingsdichtheid is 708 inwoners per km².

## Demografie
Villa di Briano telt ongeveer 1668 huishoudens. Het aantal inwoners steeg in de periode 1991-2001 met 2,5% volgens cijfers uit de tienjaarlijkse volkstellingen van ISTAT.
| Jaar | Inwoneraantal |
| ---- | ------------- |
| 1991 | 5564          |
| 2001 | 5703          |

## Geografie
Villa di Briano grenst aan de volgende gemeenten: Casal di Principe, Casapesenna, Frignano, San Cipriano d'Aversa, San Marcellino, San Tammaro.
Ailano · Alife · Alvignano · Arienzo · Aversa · Baia e Latina · Bellona · Caianello · Caiazzo · Calvi Risorta · Camigliano · Cancello e Arnone · Capodrise · Capriati a Volturno · Capua · Carinaro · Carinola · Casagiove · Casal di Principe · Casaluce · Casapesenna · Casapulla · Caserta · Castel Campagnano · Castel Morrone · Castel Volturno · Castel di Sasso · Castello del Matese · Cellole · Cervino · Cesa · Ciorlano · Conca della Campania · Curti · Dragoni · Falciano del Massico · Fontegreca · Formicola · Francolise · Frignano · Gallo Matese · Galluccio · Giano Vetusto · Gioia Sannitica · Grazzanise · Gricignano di Aversa · Letino · Liberi · Lusciano · Macerata Campania · Maddaloni · Marcianise · Marzano Appio · Mignano Monte Lungo · Mondragone · Orta di Atella · Parete · Pastorano · Piana di Monte Verna · Piedimonte Matese · Pietramelara · Pietravairano · Pignataro Maggiore · Pontelatone · Portico di Caserta · Prata Sannita · Pratella · Presenzano · Raviscanina · Recale · Riardo · Rocca d'Evandro · Roccamonfina · Roccaromana · Rocchetta e Croce · Ruviano · San Cipriano d'Aversa · San Felice a Cancello · San Gregorio Matese · San Marcellino · San Marco Evangelista · San Nicola la Strada · San Pietro Infine · San Potito Sannitico · San Prisco · San Tammaro · Sant'Angelo d'Alife · Sant'Arpino · Santa Maria Capua Vetere · Santa Maria a Vico · Santa Maria la Fossa · Sessa Aurunca · Sparanise · Succivo · Teano · Teverola · Tora e Piccilli · Trentola-Ducenta · Vairano Patenora · Valle Agricola · Valle di Maddaloni · Villa Literno · Villa di Briano · Vitulazio
1. ↑  https://demo.istat.it/?l=it.